# دلم برات تنگ شده (ترانه بیانسه)
«دلم برات تنگ شده» ترانه‌ای از هنرمند اهل ایالات متحده آمریکا بیانسه است. این ترانه در آلبوم ۴ (آلبوم بیانسه) قرار داشت.